# Жміївська сільська рада
| Жміївська сільська рада — орган місцевого самоврядування у Іванківському районі Київської області з адміністративним центром у с. Жміївка. Водоймища на території, підпорядкованій даній раді: річка Жерева. Сільській раді підпорядковані населені пункти: - с. Жміївка - с. Верхолісся - с. Олізарівка |

## Склад ради
Рада складається з 11 депутатів та сільський голова.

### Керівний склад ради
| ПІБ                       | Основні відомості                                                               | Дата обрання | Дата звільнення |
| ------------------------- | ------------------------------------------------------------------------------- | ------------ | --------------- |
| Бугаєнко Тетяна Петрівна  | Сільський голова, 1966 року народження, освіта, позапартійна                    | 26.03.2006   | 31.10.2010      |
| Бугаєнко Тетяна Петрівна  | Сільський голова, 1966 року народження, освіта середня спеціальна, позапартійна | 31.10.2010   | 31.10.2015      |
| Ковальчук Галина Іванівна | Сільський голова, 1967 року народження, освіта вища, позапартійна               | 12.11.2015   |                 |

Примітка: таблиця складена за даними джерела